# Pfarrkirche St. Georgen im Gailtal
Koordinaten: 46° 36′ 12,8″ N, 13° 35′ 47,7″ O

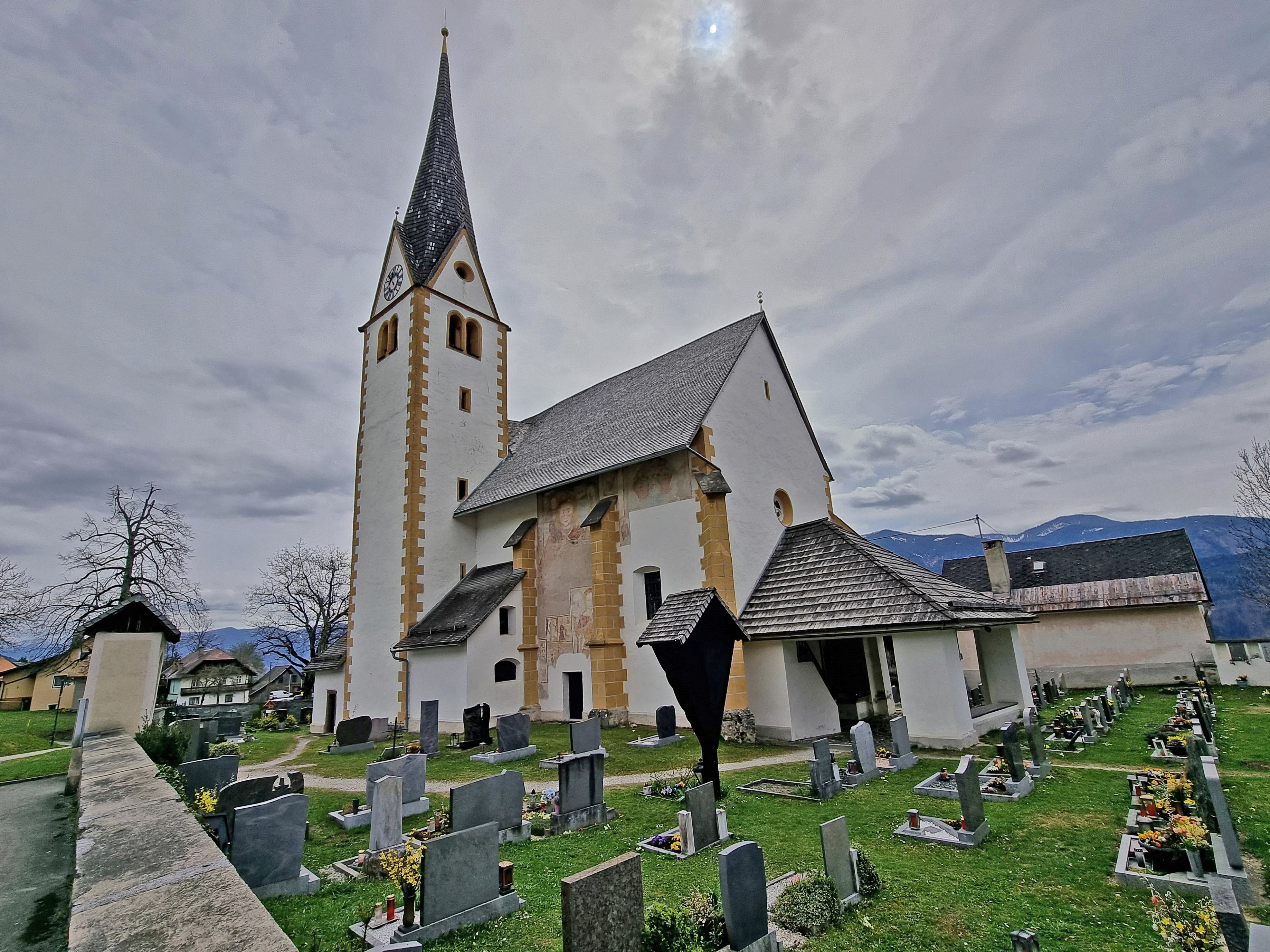
Kirche und Friedhof, Nordwest-Ansicht

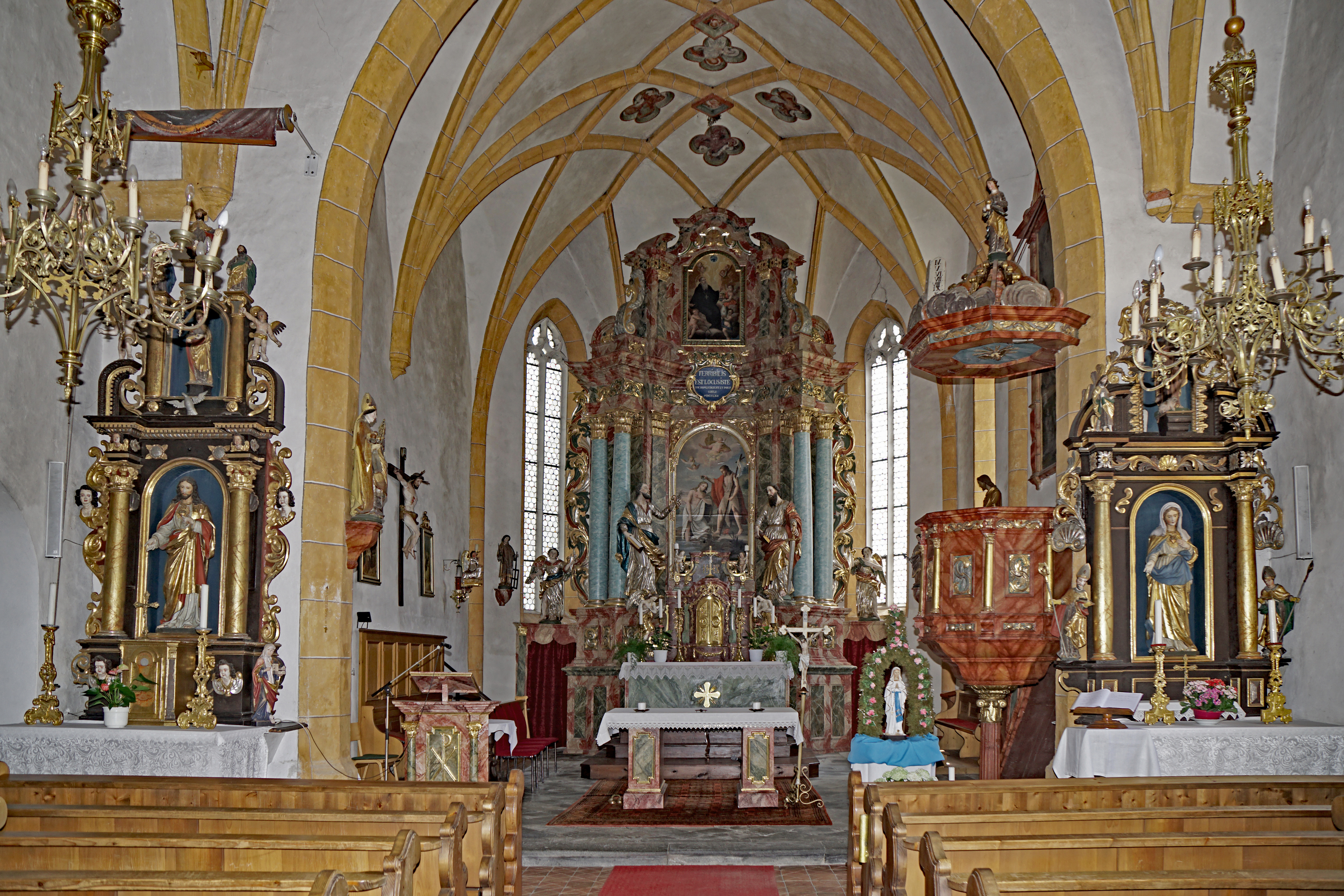
Innenansicht

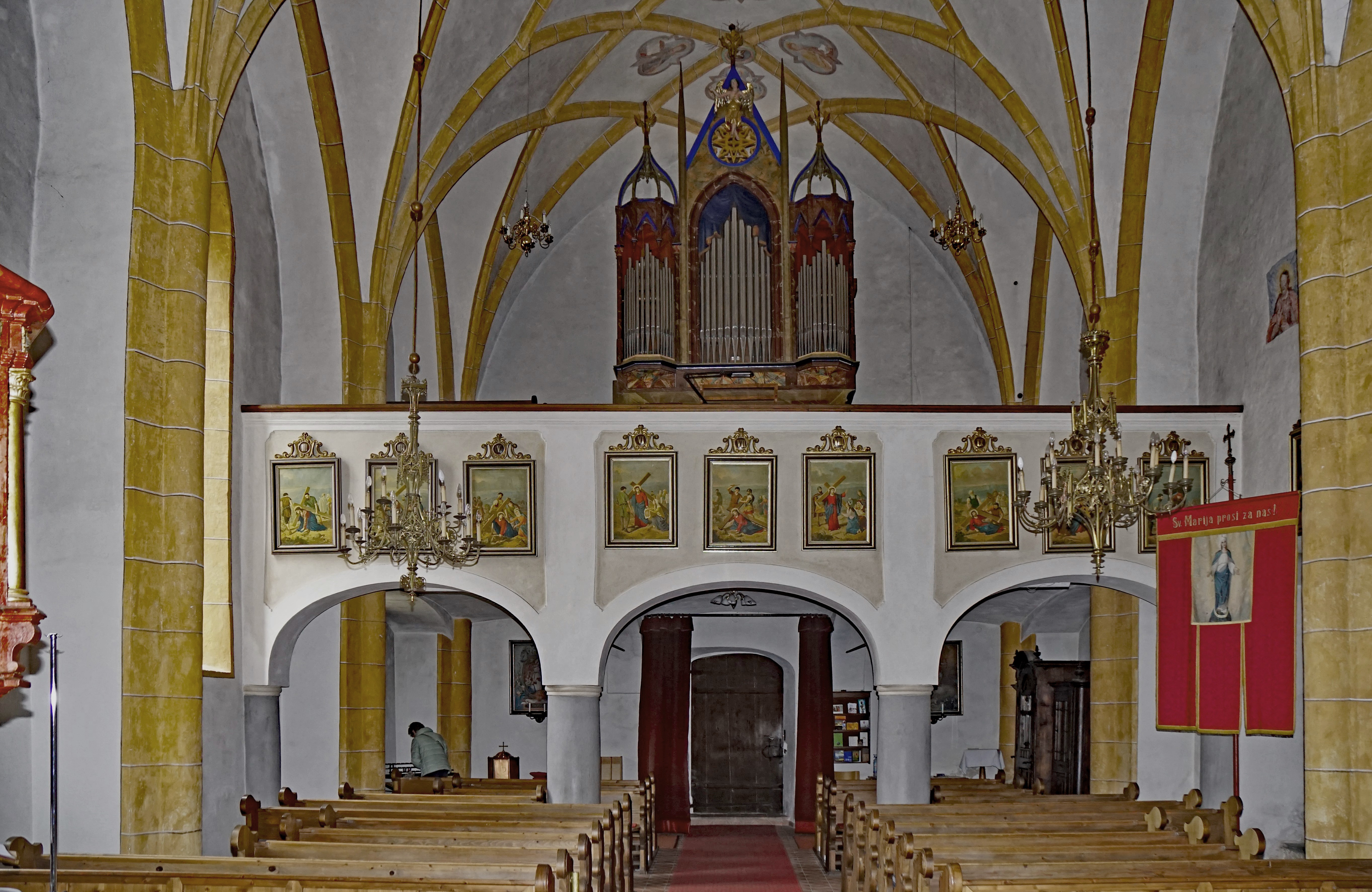
Blick zur Orgelempore

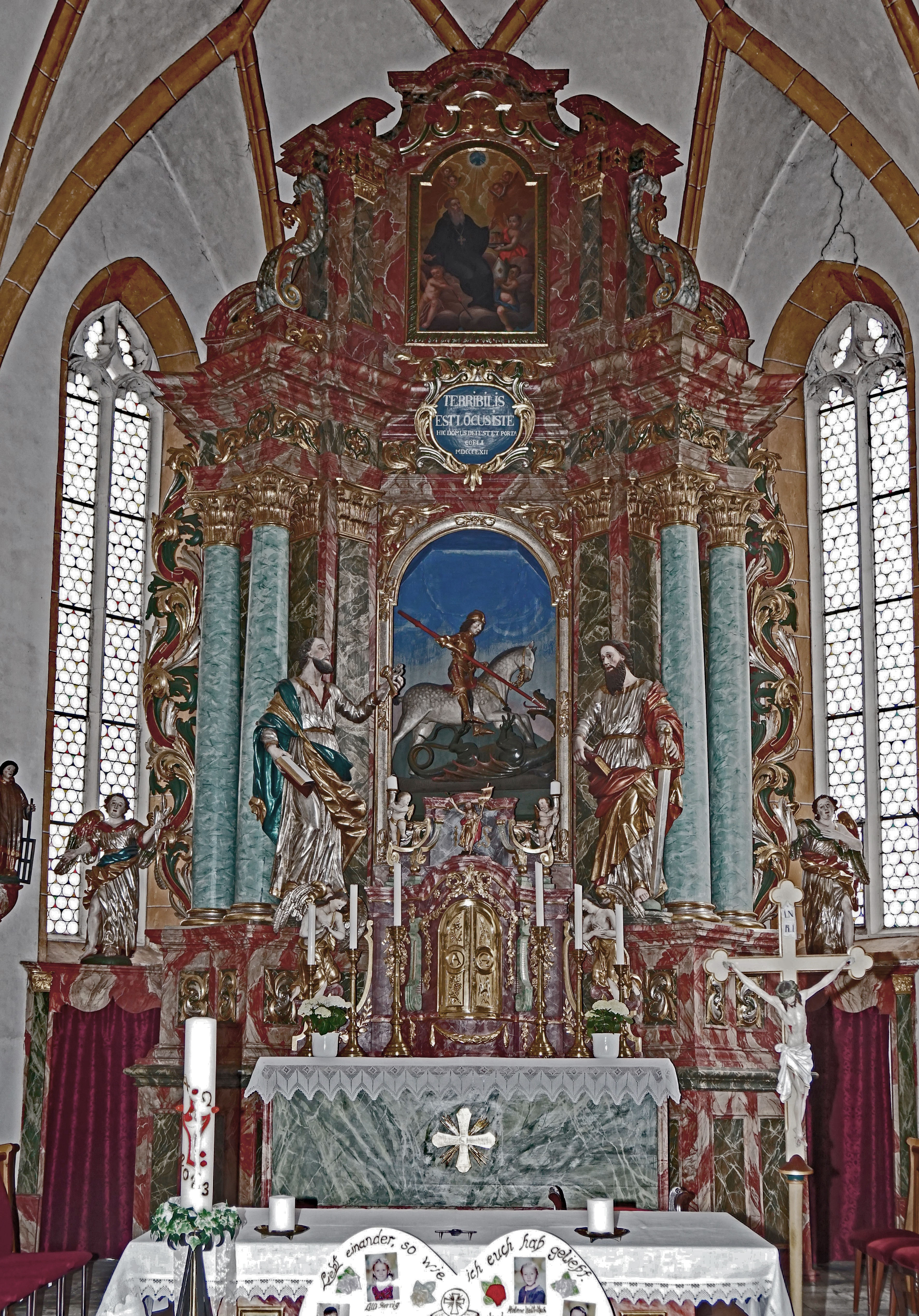
Der Hochaltar

Die römisch-katholische Pfarrkirche St. Georgen im Gailtal steht in der gleichnamigen Ortschaft der Gemeinde Nötsch im Gailtal im österreichischen Bundesland Kärnten. Sie gehört zur Diözese Gurk-Klagenfurt und steht unter dem Patronat der Heiligen Georg und Johannes des Täufers. Ein Friedhof mit Mauer umgibt die Kirche.

## Geschichte
Im Jahr 1212 stand am Ort der heutigen Kirche eine dem hl. Georg geweihte Filialkirche der Urpfarre St. Johann an der Gail. Nach deren Zerstörung durch das Erdbeben von 1348 erhob der Patriarch von Aquileja mit einer Urkunde vom 23. August 1364 St. Georgen im Gailtal zur Pfarrkirche. Die heutige Kirche wurde 1512 fertiggestellt.

## Bauwerk
Die Kirche ist außen in schwach gebrochenem Weiß gestrichen. Kanten sind durch imitiertes, hellbraunes Mauerwerk hervorgehoben. An der Westfassade sind Christophorus-Fresken (14. und 15. Jh.) zu erkennen. Die Apsis des Chores wird durch vier getreppte Strebepfeiler gestützt. Die Kirche ist auf allen Bereichen mit Holzschindeln gedeckt. Über das spätgotische, spitzbogige Westportal spannt sich in ganzer Breite des Langhauses eine gemauerte Säulenvorhalle. Links des Portals führt eine Treppe zur Orgelempore, rechts steht ein kleiner Altar mit einer Jesusfigur an der Geißel-Säule im Schrein.
Innen trennt ein Triumphbogen Langhaus und Chor. Beide haben ein Netzrippengewölbe mit Stichkappen und Medaillons mit Heiligen-Darstellungen. An der Nordwand vor der Orgelempore zeigt ein restaurierter Freskenrest den segnenden Christus.
An die Nordseite des Kirchenschiffs ist die von innen zugängliche Taufkapelle angebaut.

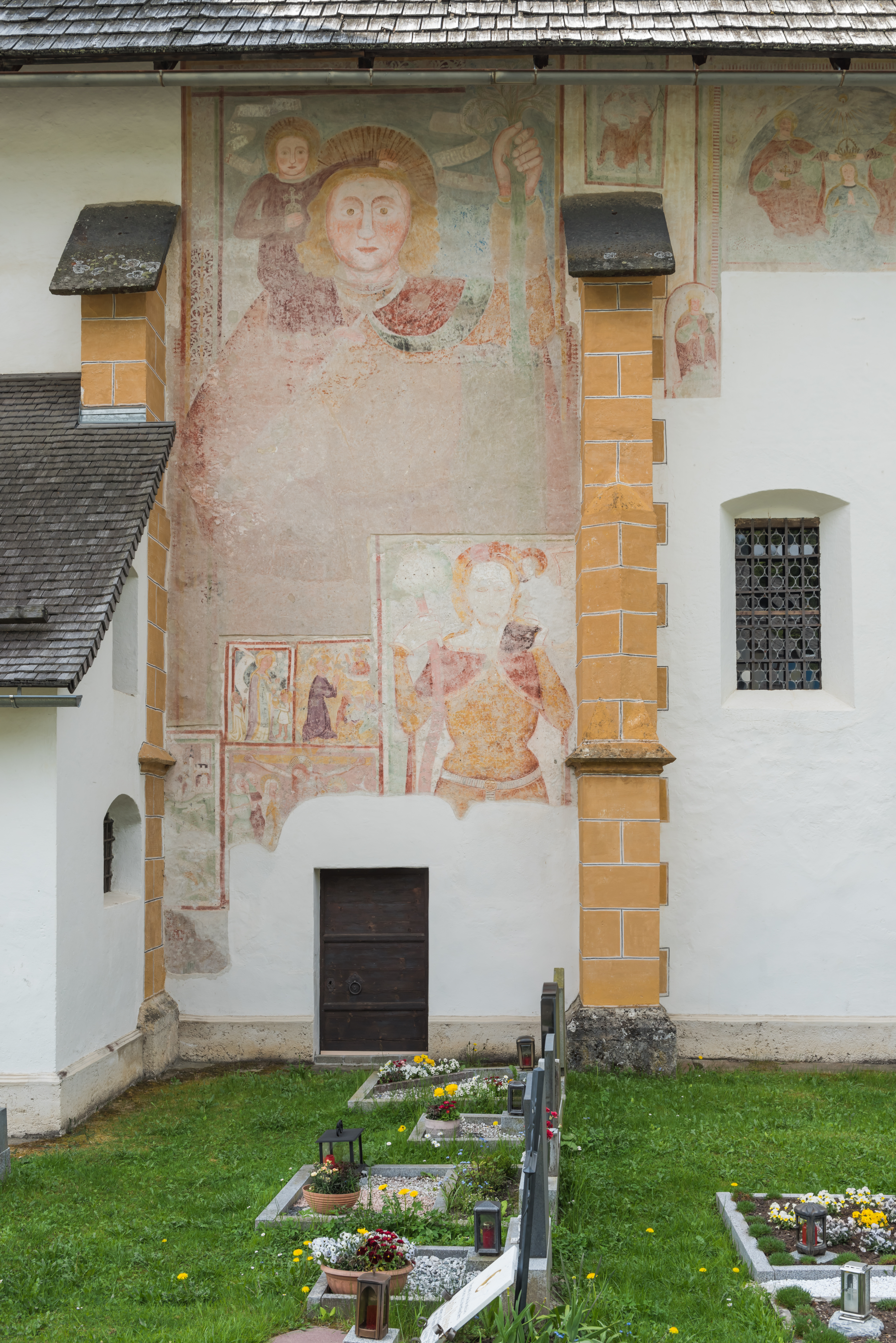
Christophorus-Fresken an der Nordfassade
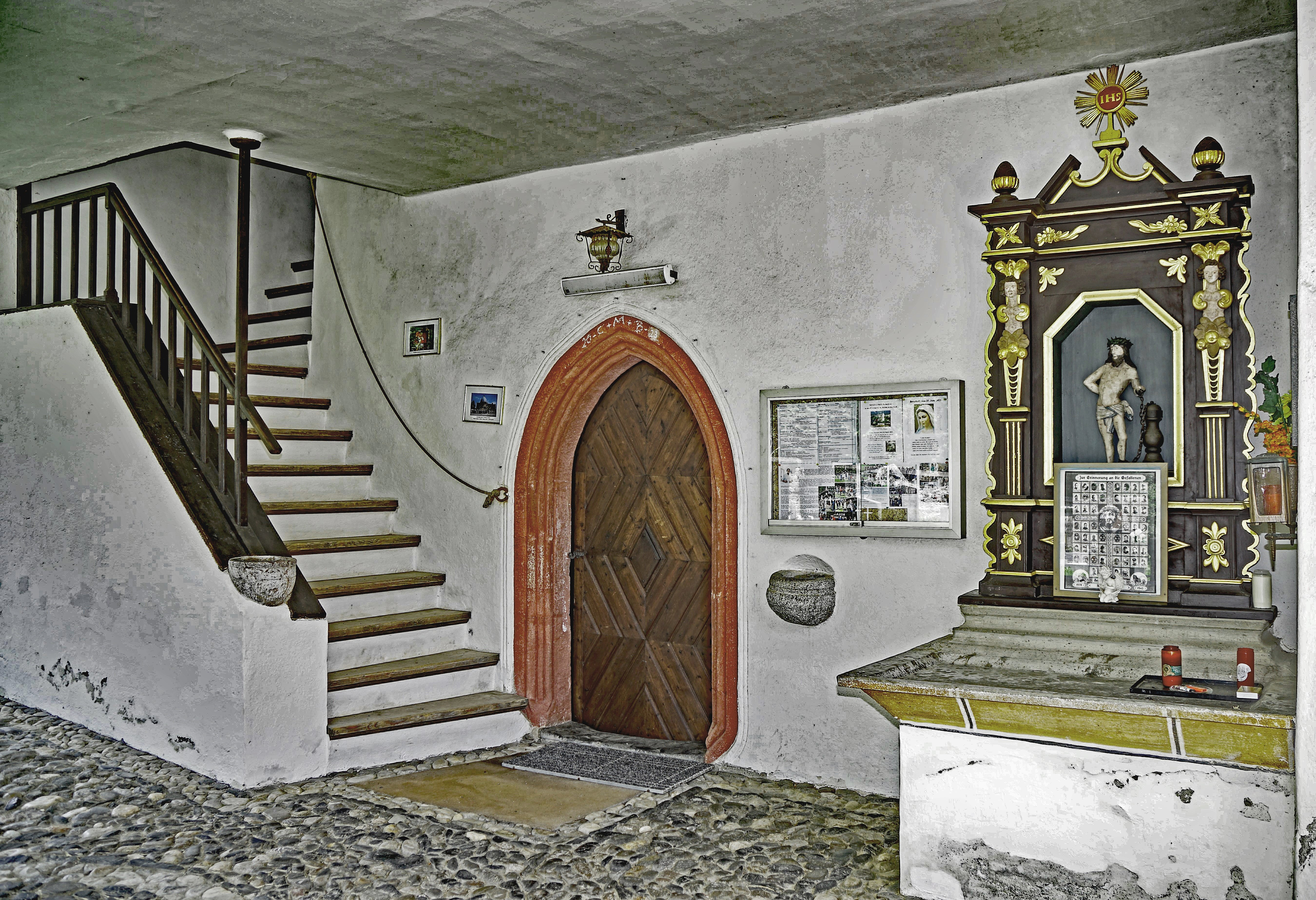
Blick in die Vorhalle mit Westportal
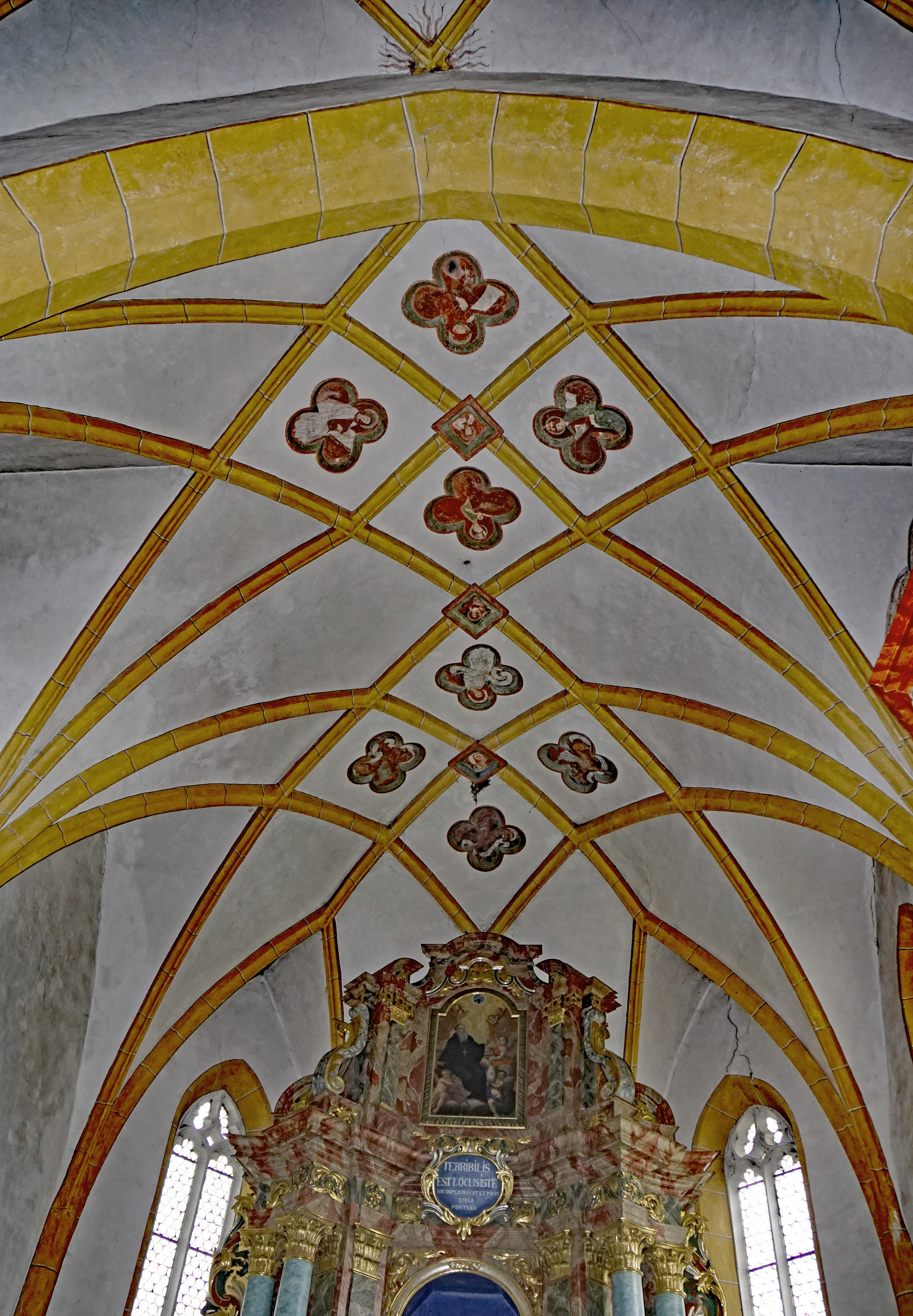
Netzrippen-Gewölbe im Chor
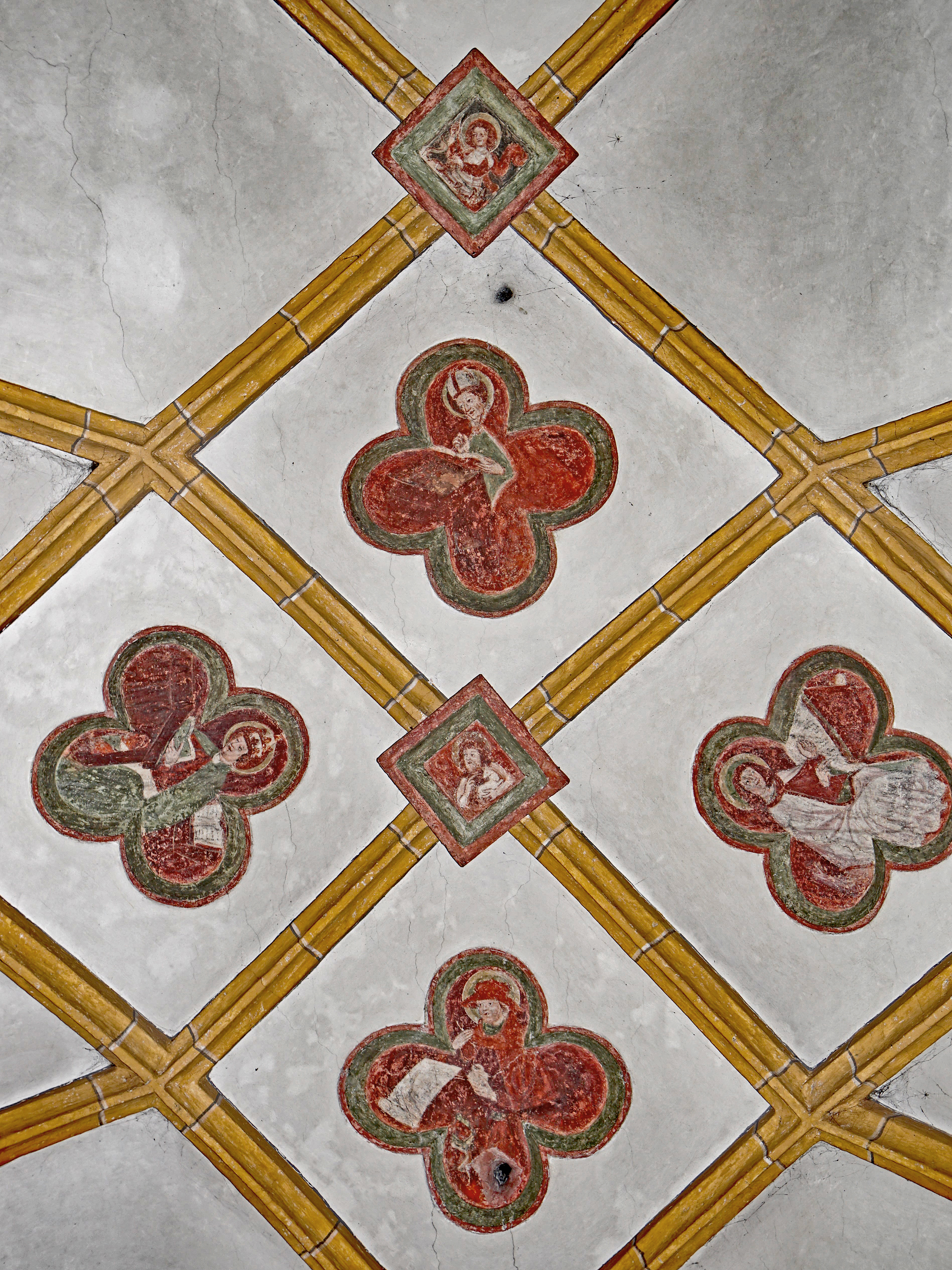
Chorgewölbe mit Heiligen-Bildern
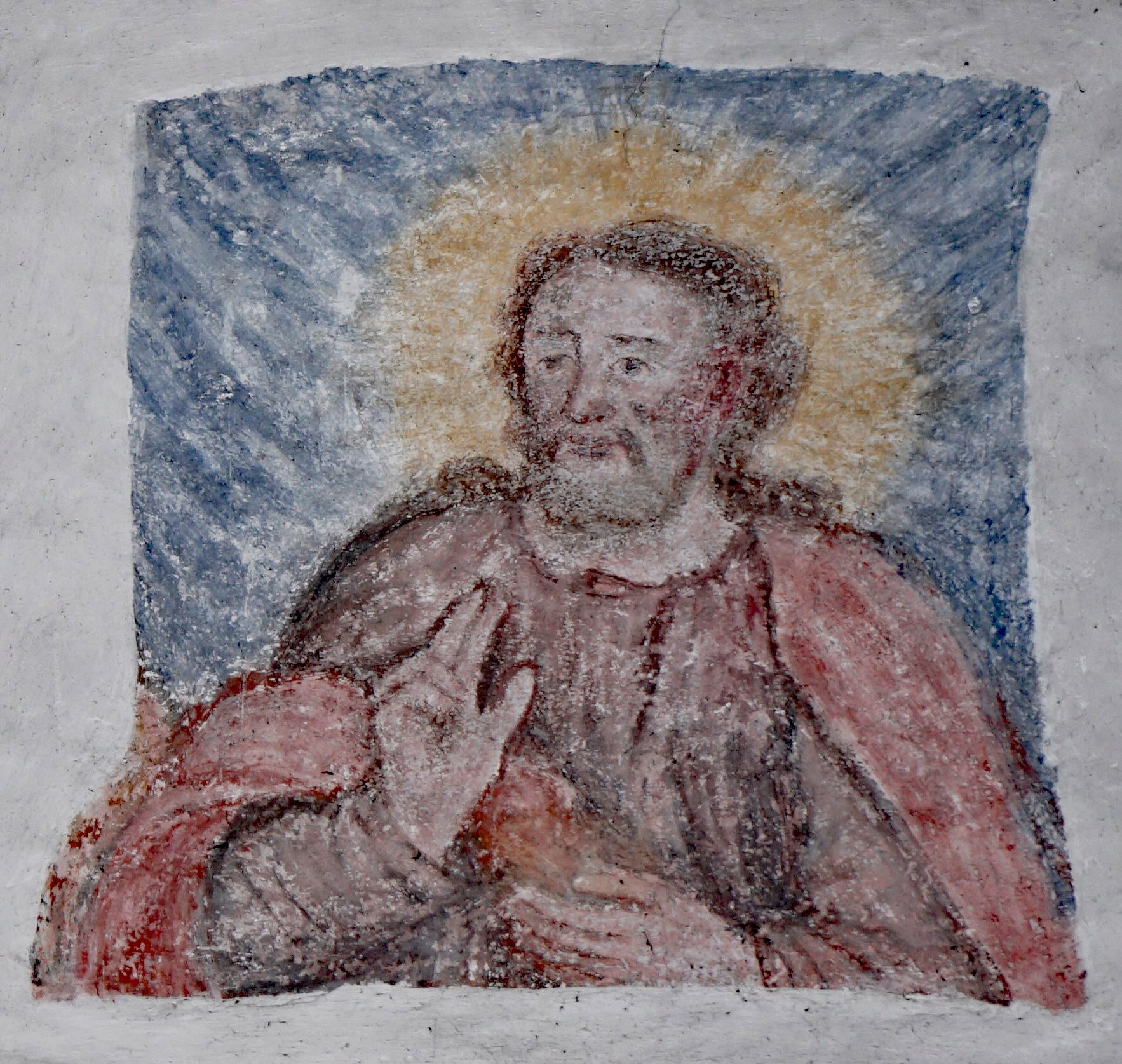
Segnender Christus, Freskenrest

## Einrichtung
Der Hochaltar von 1720 ist ein barocker viersäuliger Ädikula-Altar mit Opfergangsportalen und Aufsatz. Im Schrein steht eine Schnitzfigur des hl. Georg zu Pferd als Drachentöter (um 1500). Diese Figur wird zeitweise gegen ein Gemälde mit der Darstellung der Taufe Jesu durch Johannes den Täufer ausgetauscht. Assistenzfiguren sind links der Apostel Petrus, rechts der Apostel Paulus. Im Aufsatz-Gemälde ist der hl. Benedikt dargestellt.
Der linke Seitenaltar, ein Herz-Jesu-Altar, ist ein barocker zweisäuliger Ädikula-Altar mit Aufsatz. Im Schrein steht eine farbig gefasste Herz-Jesu-Figur, im Aufsatzschrein eine Figur der heiligen Lucia.
Der rechte Seitenaltar, ein Marienaltar, ist ebenfalls ein barocker, zweisäuliger Ädikula-Altar mit Aufsatz. Im Schrein steht eine Marienfigur, im gesprengten Giebel eine farbig gefasste Schnitzfigur des Eremiten Antonius mit den Attributen Kreuzstab, Glocke und Schwein.
Auf dem Schalldeckel der Kanzel aus dem 18. Jahrhundert steht eine Schnitzfigur des Apostels Johannes mit Lamm und Gesetzestafeln. Die Brüstung ist mit Schnitzornamentik-Feldern versehen.
Die Betbänke haben schlichte, geschwungene Wangen.

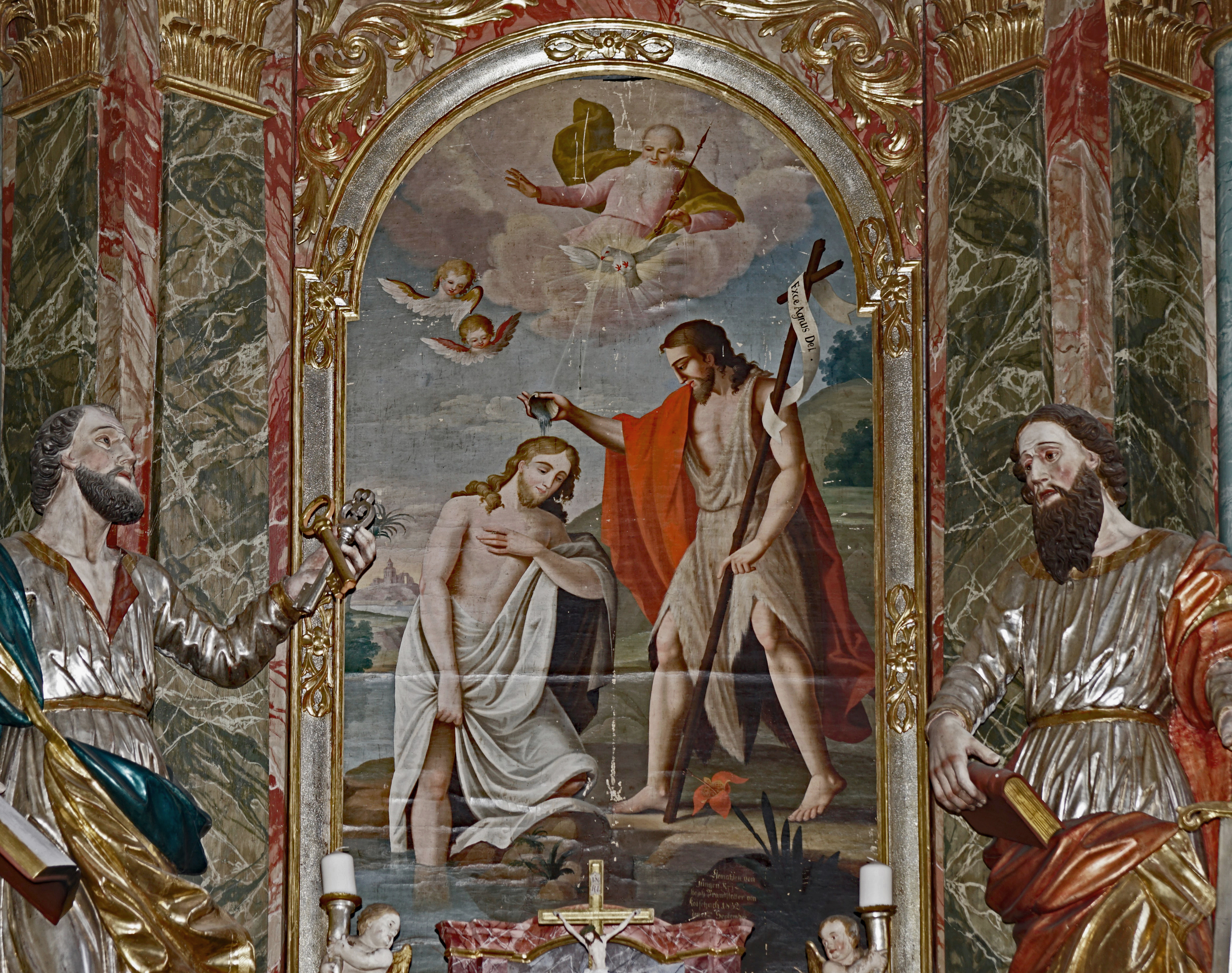
Hochaltar-Gemälde, Taufe Jesu
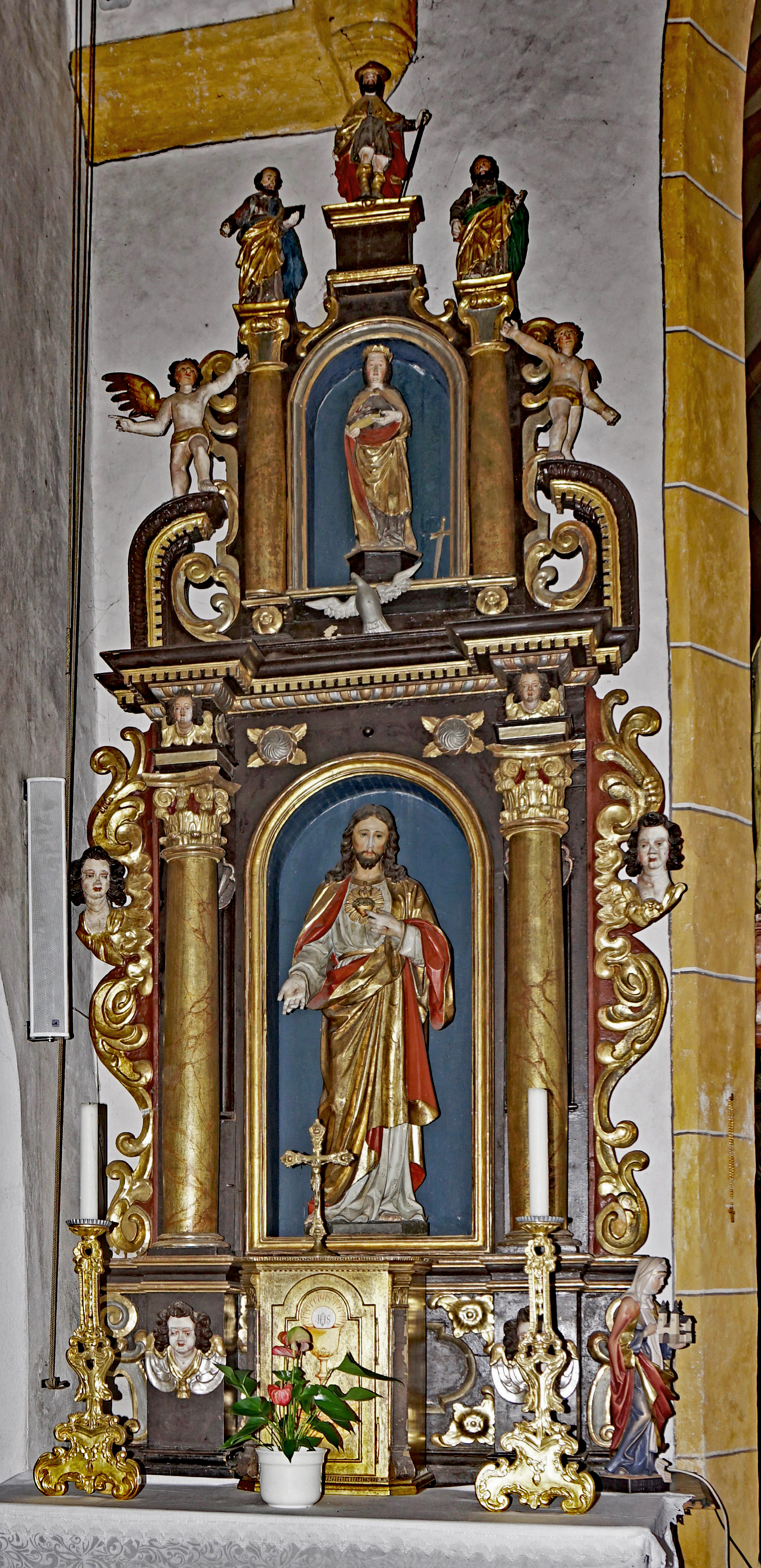
Herz-Jesu-Altar
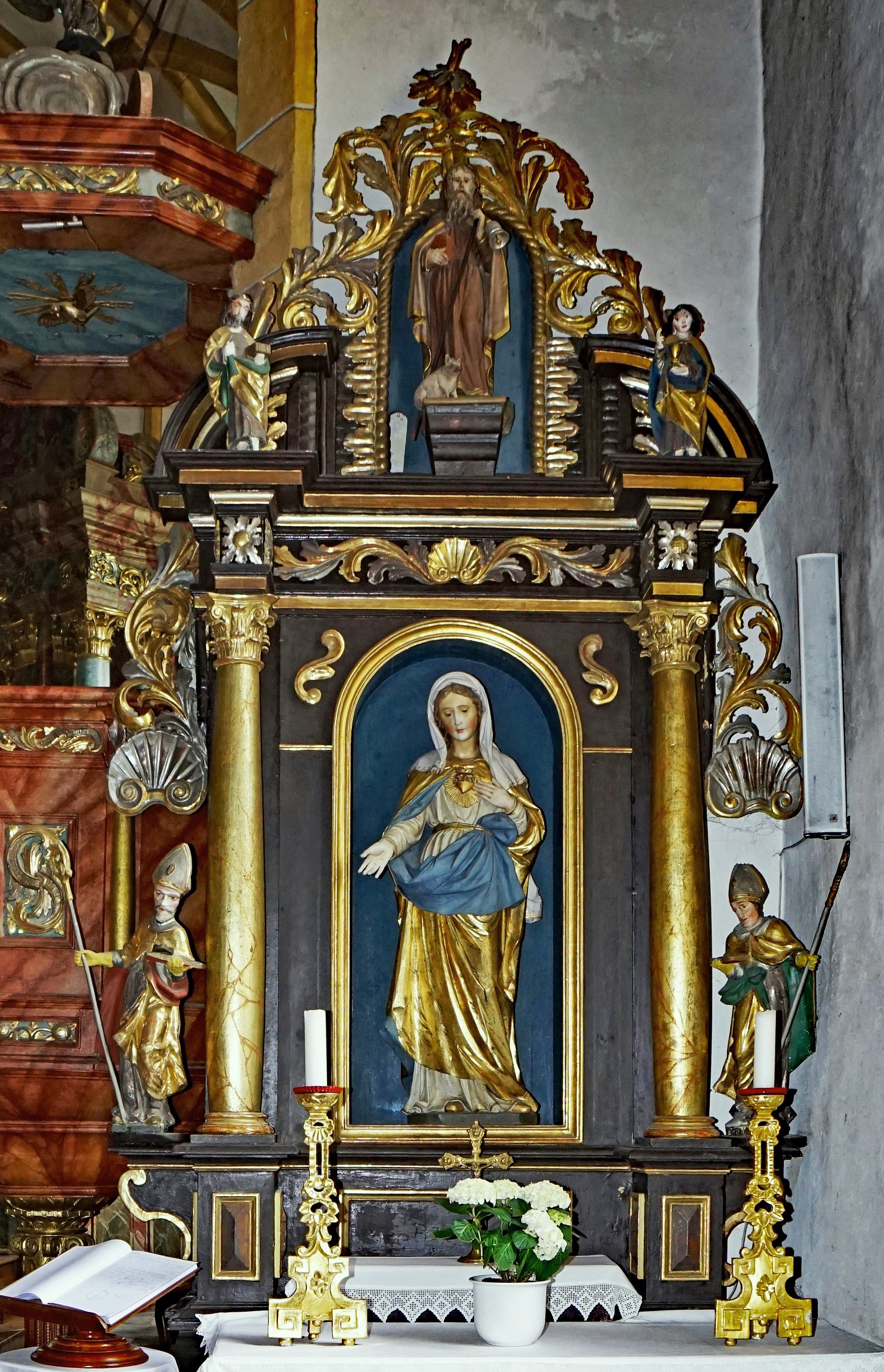
Rechter Seitenaltar
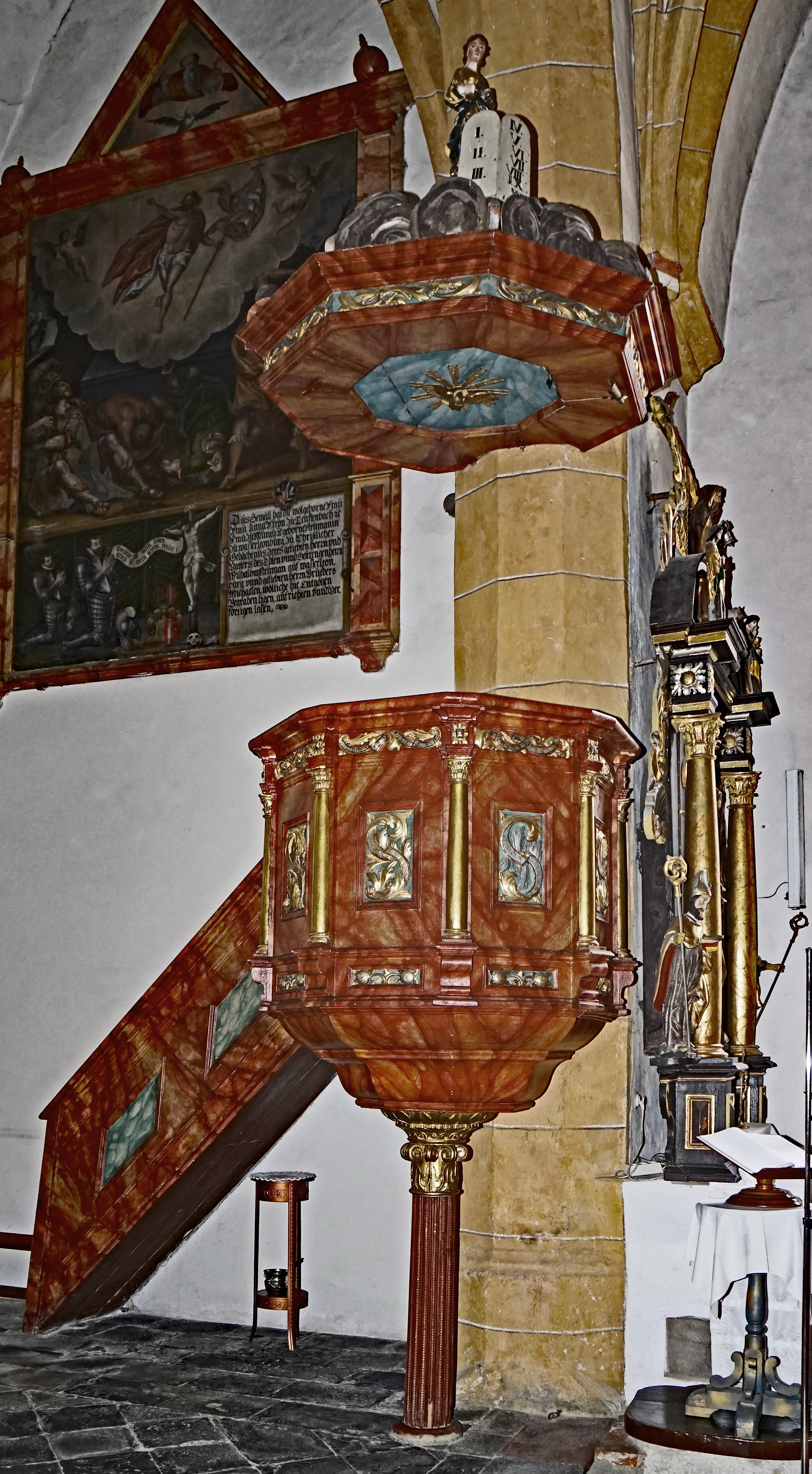
Barocke Kanzel

Im Chor zeigt ein Ölgemälde die Heilige Dreifaltigkeit. Jesus ist als Hostie in einer Monstranz dargestellt.
Am nördlichen Pfeiler des Triumphbogens ist eine farbig gefasste Konsolfigur des hl. Nikolaus aus dem 16. Jahrhundert angebracht.
Über dem Eingang zur Taufkapelle ist ein barocker Schrein angebracht, in dem die farbig gefassten Schnitzfiguren der Heiligen Heinrich und Kunigunde stehen.

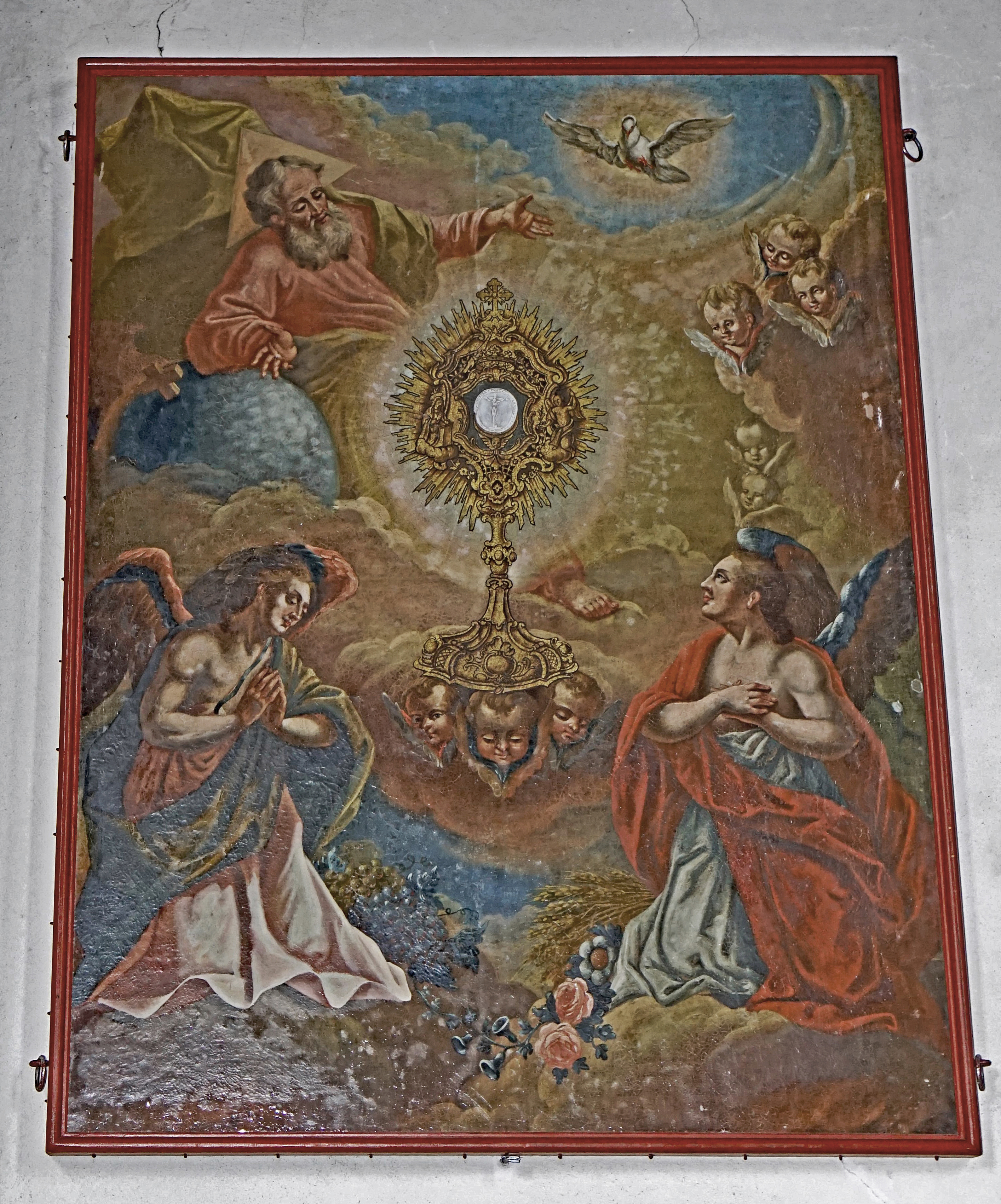
Heilige Dreifaltigkeit
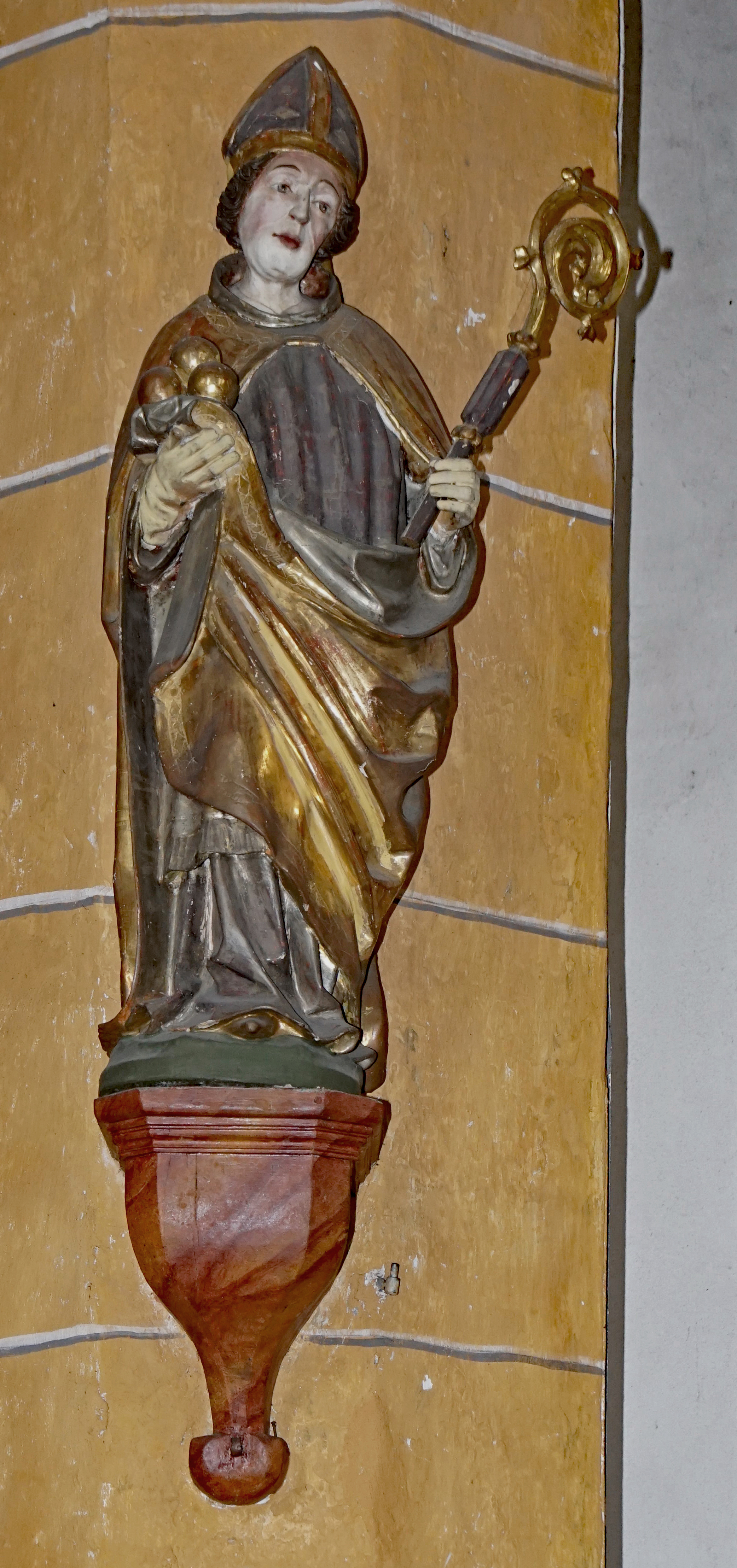
Heiliger Nikolaus
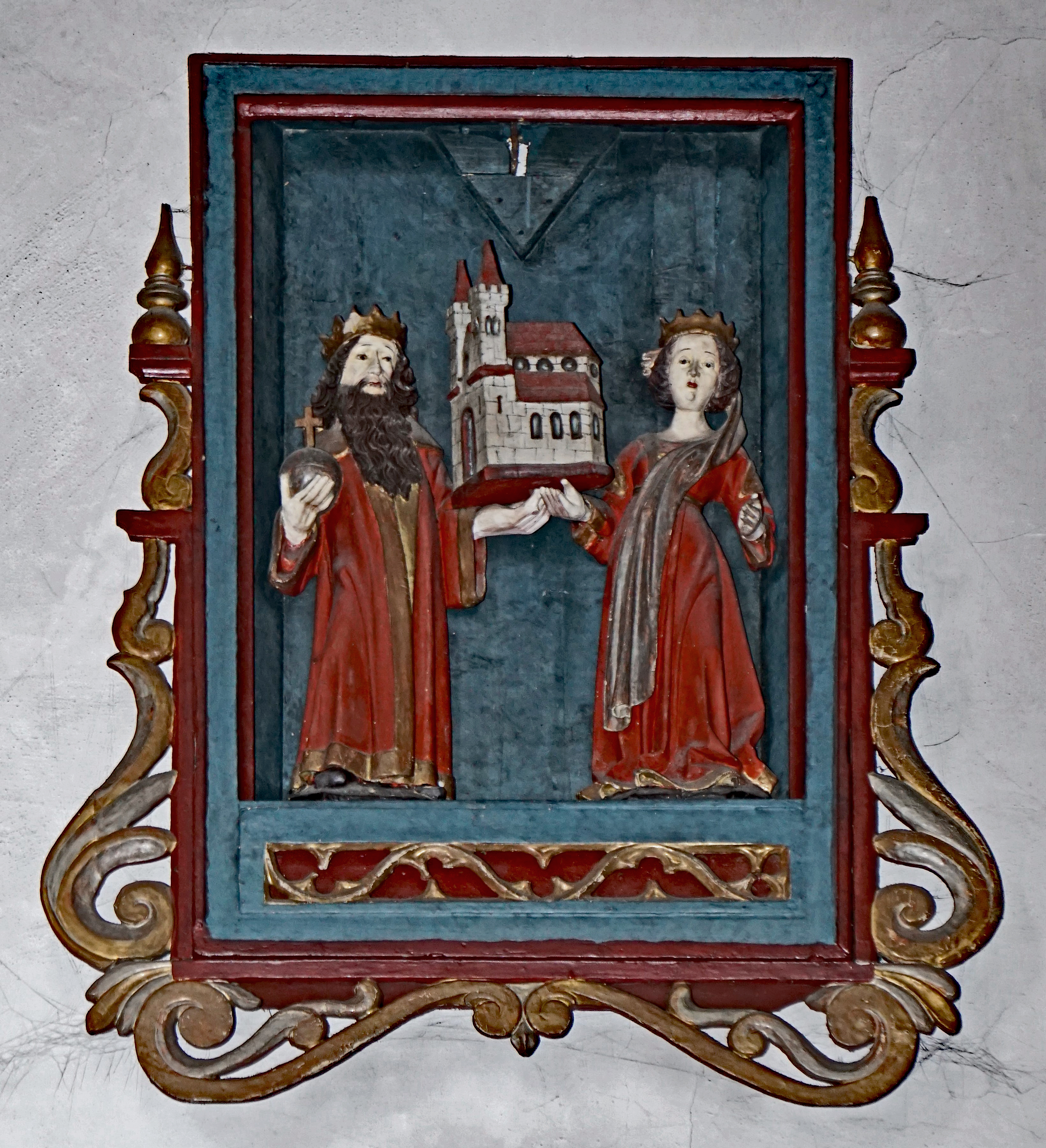
Schrein mit den Heiligen Heinrich und Kunigunde

Zur weiteren Einrichtung gehören ein von Anna Freiin von Teuffenbach, geb. Neumann zu Wasserleonburg, zum Gedenken an ihren Vater Wilhelm und ihren Bruder Michael gestiftetes, gemaltes Epitaph, ein barockes Kruzifix, Kreuzweg- und Votivgemälde sowie ein Beichtstuhl.

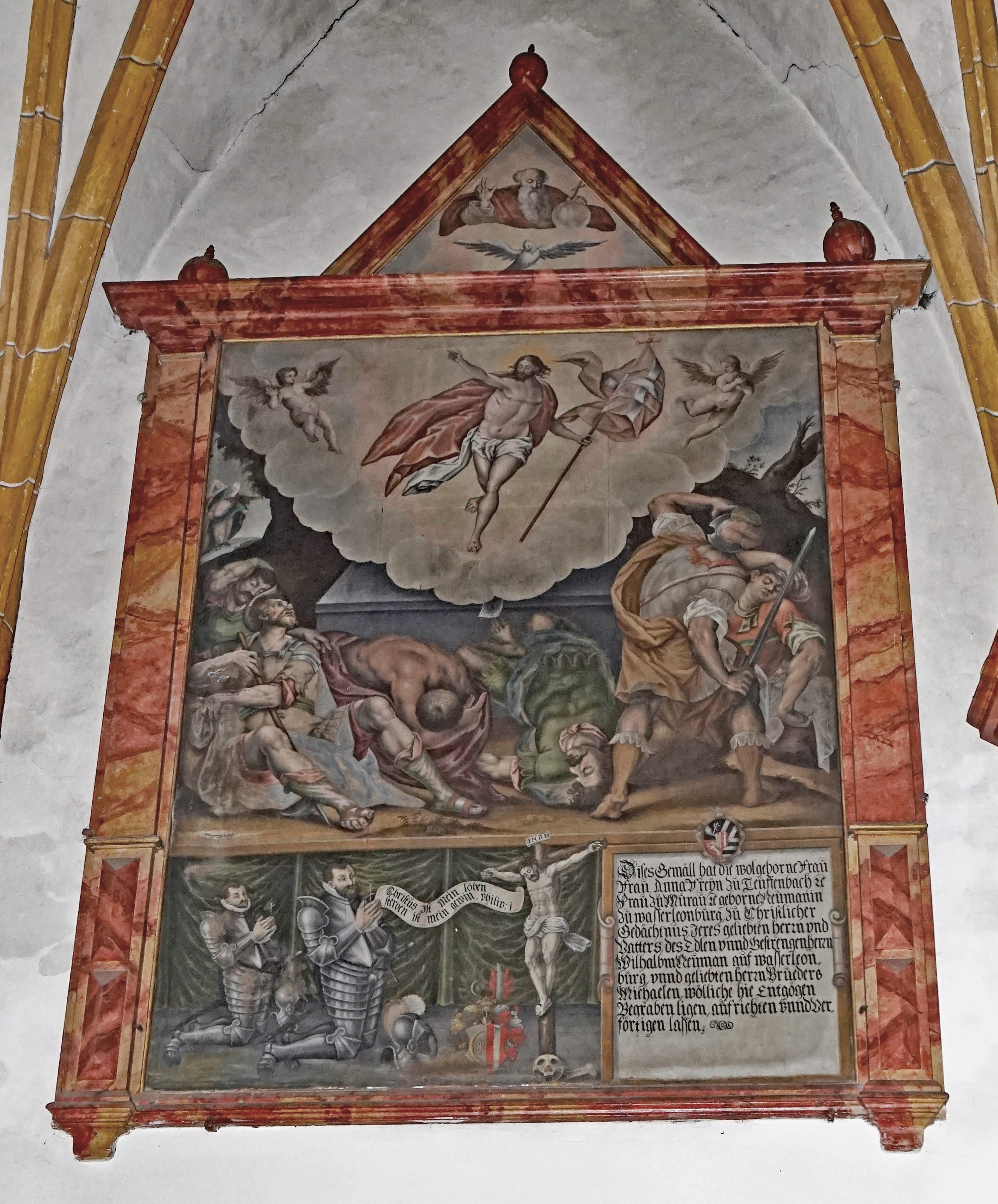
Epitaph
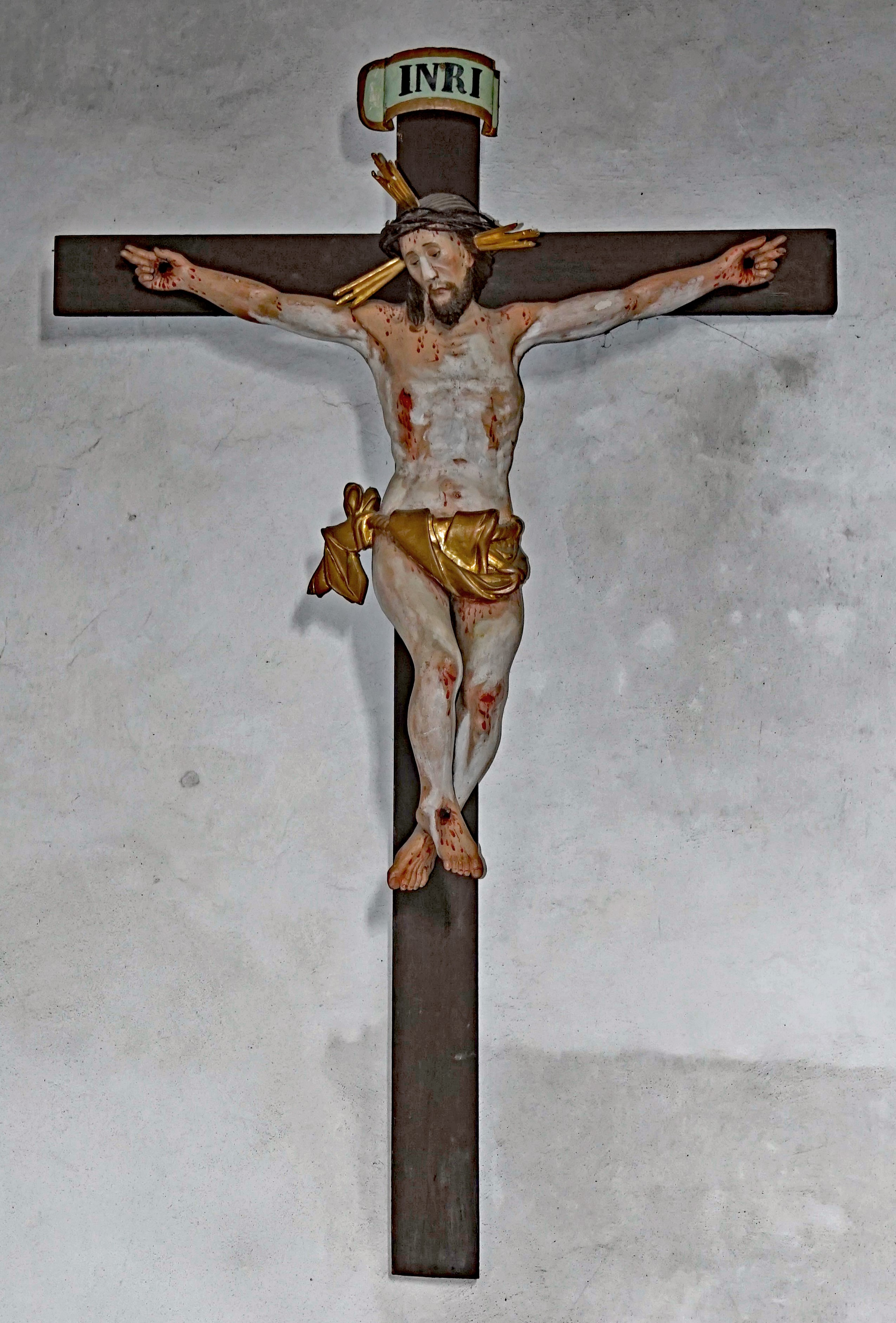
Barockes Kruzifix
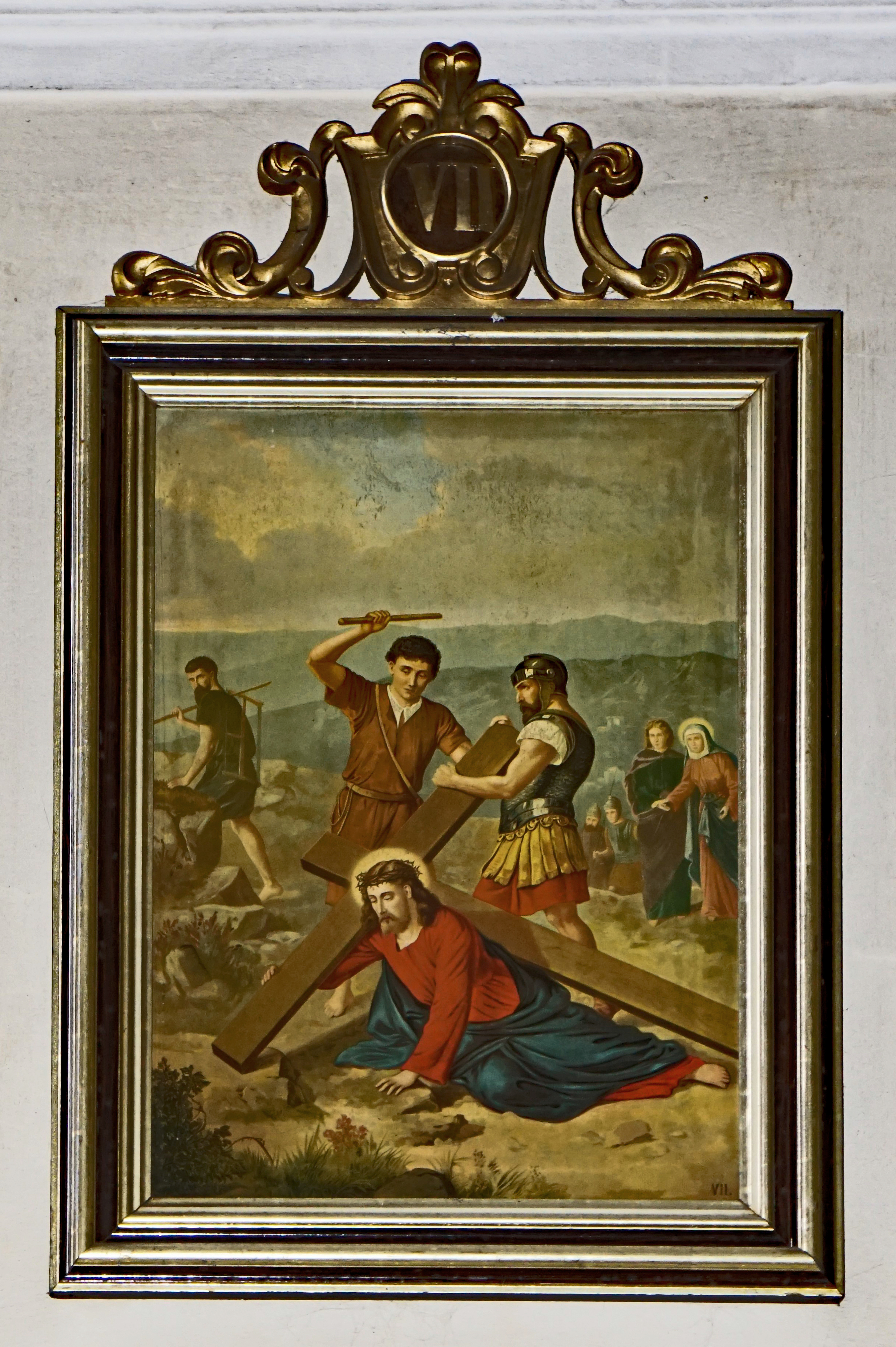
Kreuzweg-Gemälde
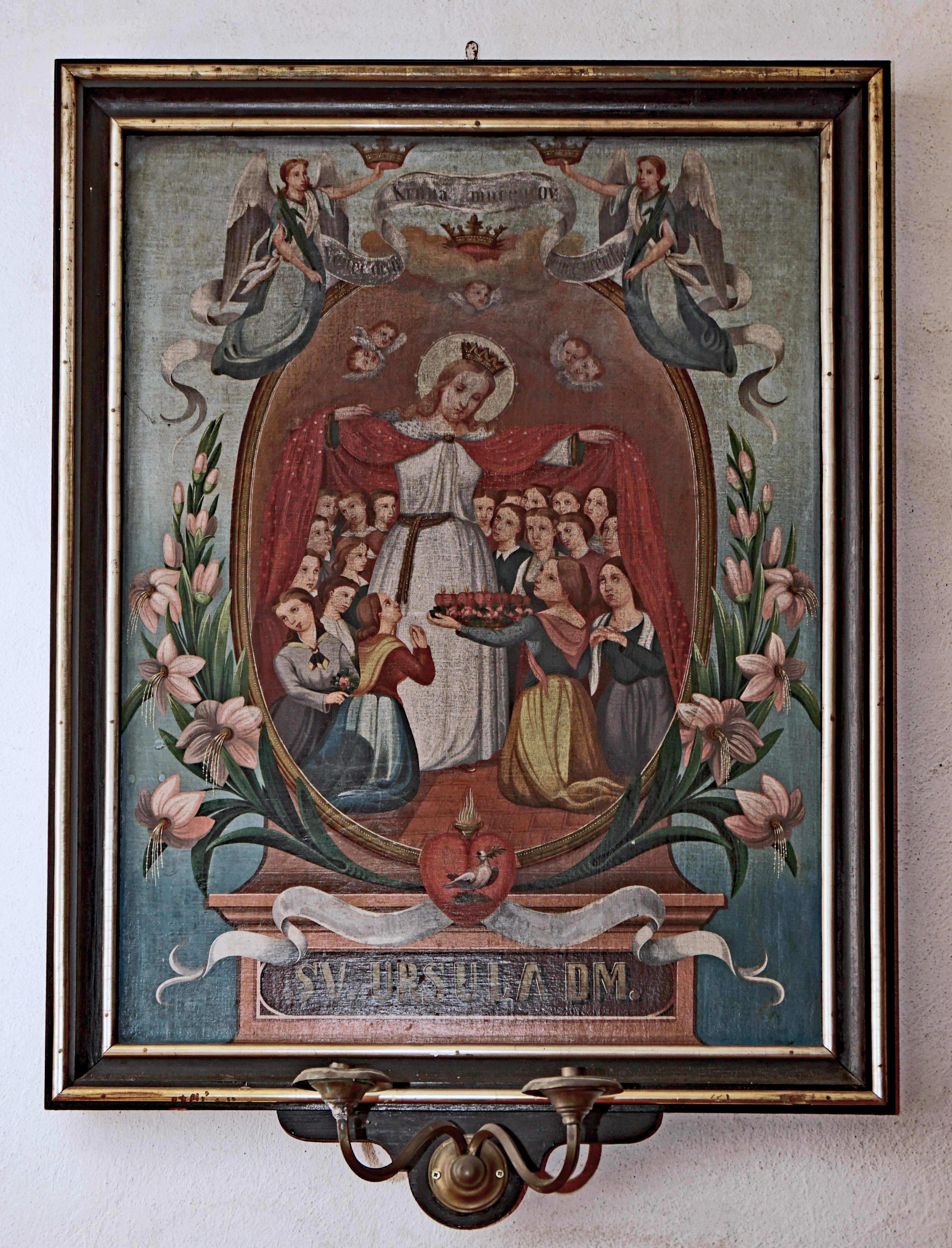
Votivbild, hl. Ursula
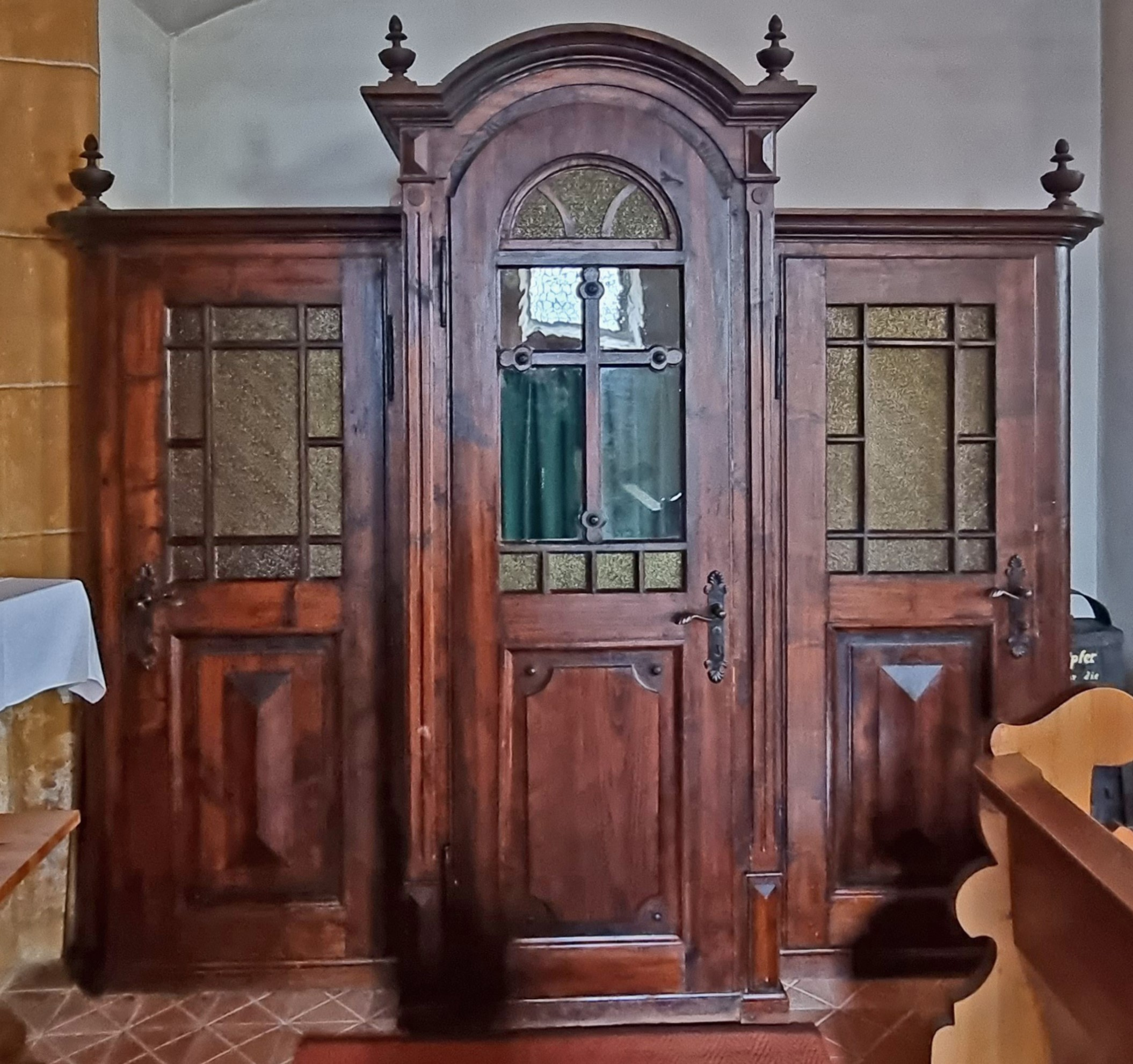
Beichtstuhl

### Taufkapelle

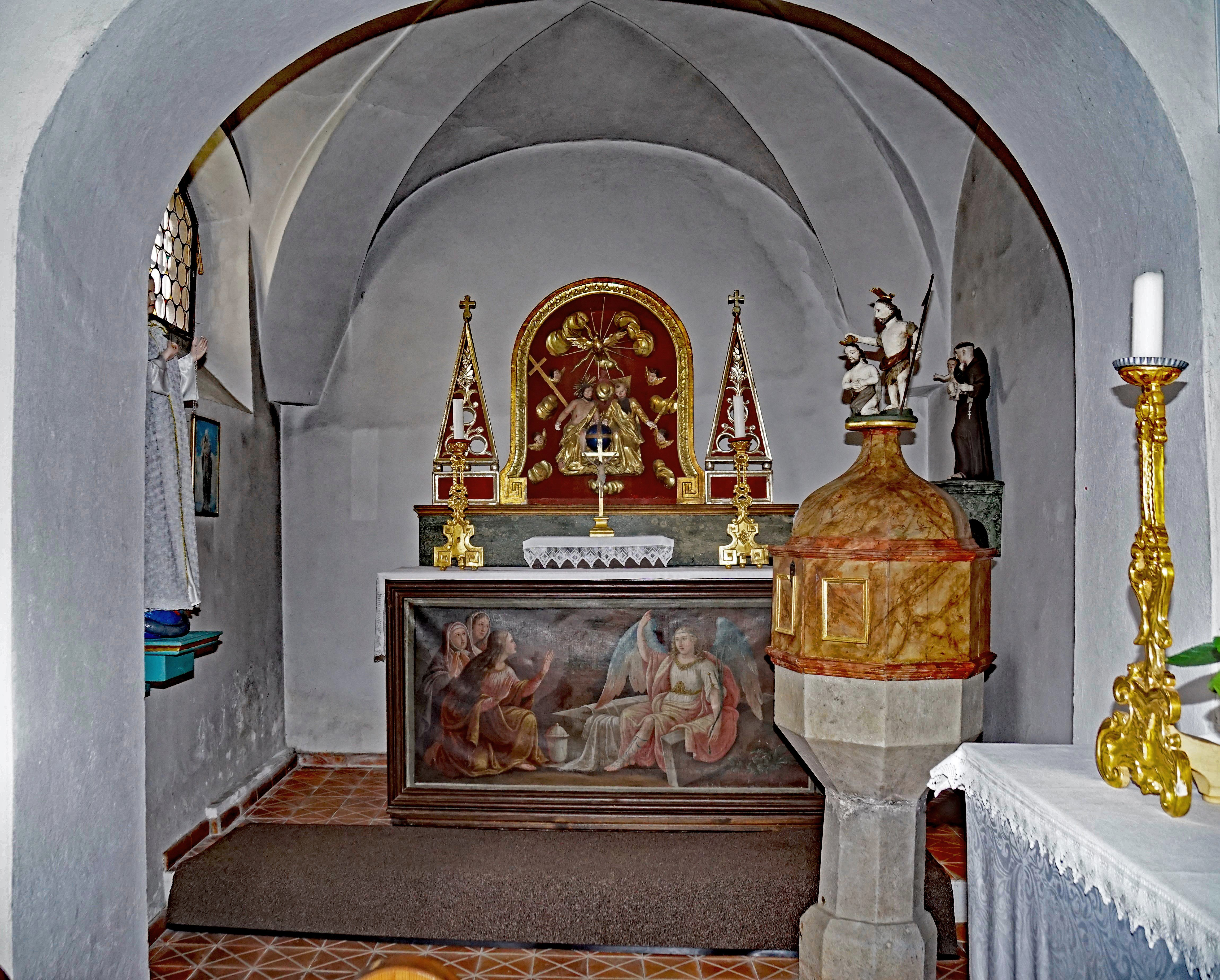
Die Taufkapelle

Auf dem barocken Altar steht eine Darstellung der Heiligen Dreifaltigkeit. Das Antependium zeigt die drei Frauen und den Engel beim leeren Grab Jesu. Auf dem barocken Deckel des Taufsteines steht eine volkstümliche Taufgruppe.

## Friedhof
Wenige Meter nördlich der Vorhalle der Kirche steht ein barockes Friedhofskreuz. An der westlichen Friedhofsmauer liegt das Grab des Malers Anton Mahringer. Es trägt ein schmiedeeisernes Kreuz.

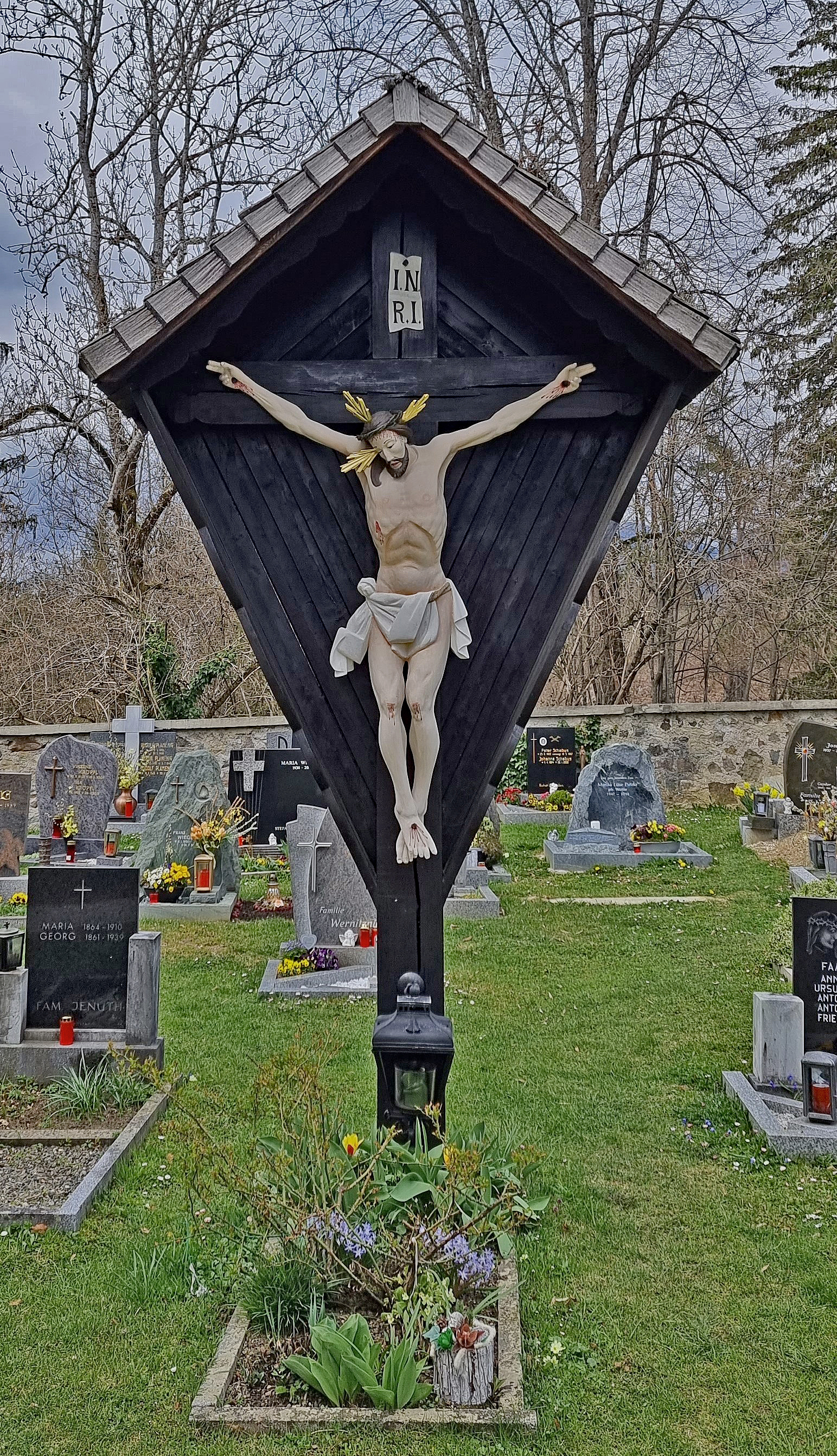
Friedhofskreuz
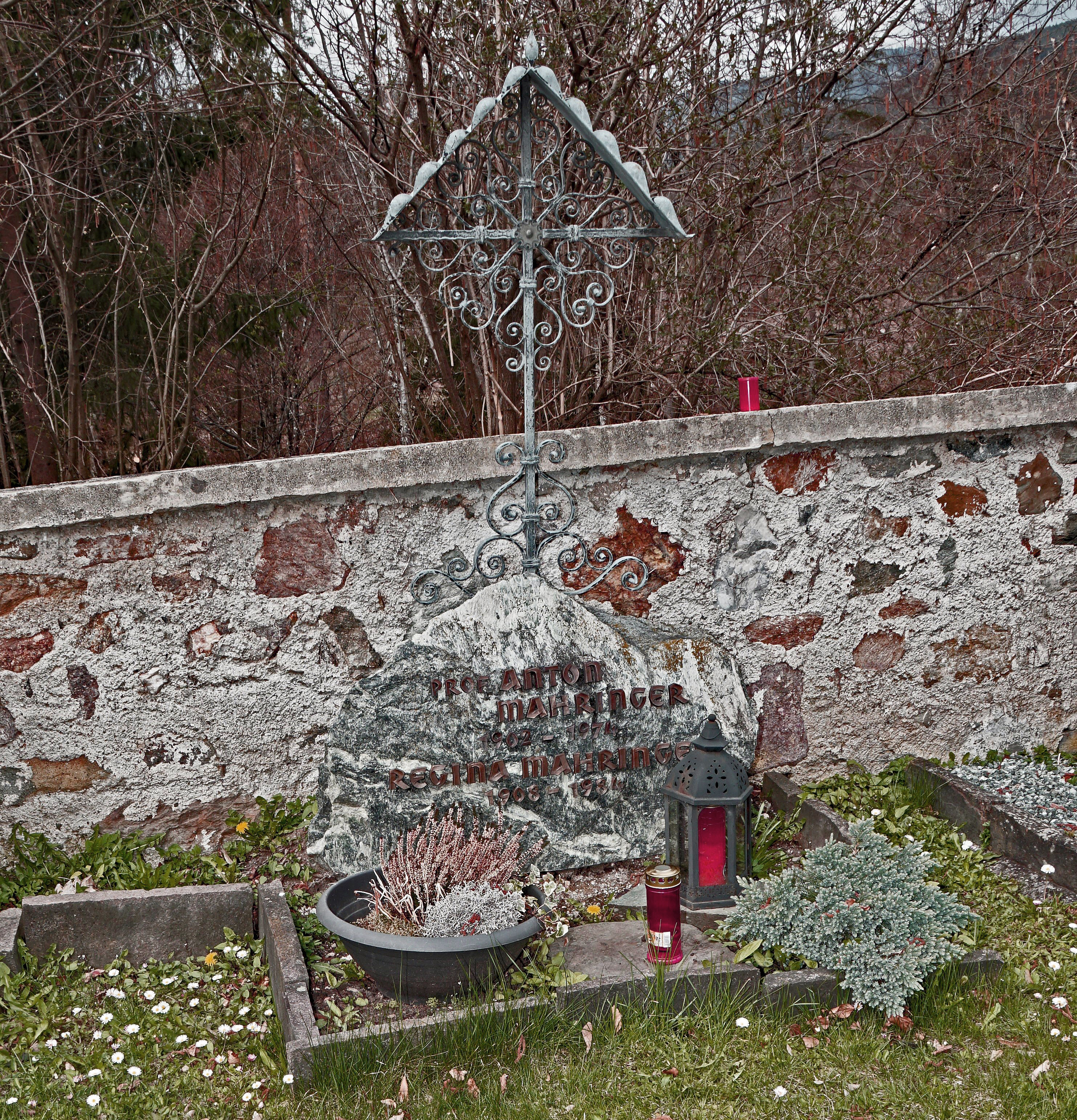
Grab Anton Mahringers